# Estaimpuis
Estaimpuis (in olandese Steenput, in piccardo Timpu) è un comune belga di 9 781 abitanti, situato nella provincia vallona dell'Hainaut.